# Swertia tashiroi
Swertia tashiroi är en gentianaväxtart som beskrevs av Tomitaro Makino. Swertia tashiroi ingår i släktet Swertia och familjen gentianaväxter. Inga underarter finns listade i Catalogue of Life.